# Тип 4 (гранатомёт)
Противотанковый гранатомёт Тип 4 — японский реактивный гранатомёт калибра 70-мм. Должен был использоваться для обороны Японских островов от возможного вторжения войск Союзников.

## История
После того, как американские военные начали применять против японской бронетехники 60-мм гранатомёты «Bazooka», в Японии было принято решение разработать аналогичное собственное противотанковое оружие.
Изучив в 1943 году трофейные образцы американских гранатомётов и полученные от нацистской Германии «Panzerschreck» японцы приступили к разработке собственного реактивного противотанкового гранатомёта.
К середине 1944 года работы по разработке нового оружия были завершены и в армейском арсенале Осаки были проведены успешные испытания. А в июле 1944 года на вооружение императорской армии поступил 70-мм противотанковый реактивный гранатомёт Тип 4, хотя фактический калибр был 74 мм.
Было изготовлено всего 3 500 гранатомётов Тип 4, но ни один так и не был применён в боевых действиях из-за капитуляции Японии.

## Конструкция

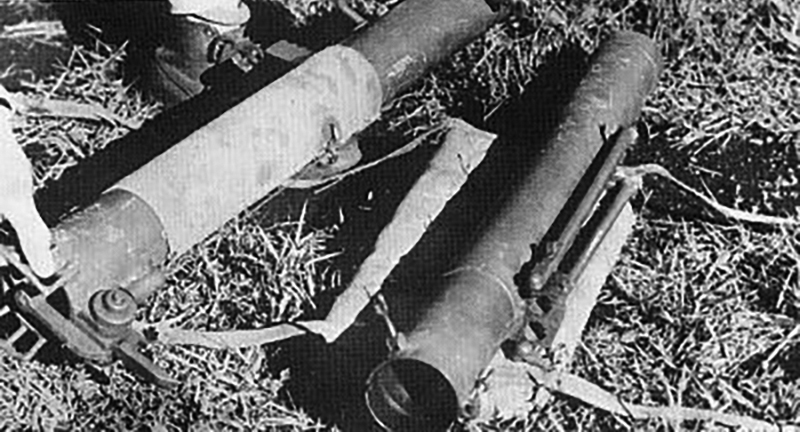
Гранатомёт Тип 4 в разобранном состоянии

Как и у американского гранатомёта Базука, пусковая установка японского Тип 4 была разборной и состояла из двух частей, которые собирались вместе только перед боем, на марше гранатомёт переносился в разобранном состоянии.
В передней части Тип 4 крепились сошки от ручного пулемёта Type 99, а задней — пистолетная рукоятка и ударно-спусковой механизм.
Простые прицельные приспособления состояли из заднего визира и передней рамки с мушками.
Несмотря на то, что гранатомёт создавался на основе немецкого и американского образца, он имел две оригинальные особенности:
1) Стабилизация гранаты Тип 4 в полёте осуществлялась не при помощи хвостового оперения, как у американского гранатомёта, а за счёт вращения, вызванного истечением пороховых газов из наклонных сопел в камере сгорания. Конструкция реактивной гранаты и её внешний облик имели много общего с 203-мм реактивным снарядом.
Применявшаяся реактивная граната кумулятивного действия состояла из головной части с баллистическим колпачком, ударного взрывателя (аналогичного используемому в 81- и 90-мм миномётных минах), цилиндрического корпуса, реактивного двигателя, диафрагмы и соплового дна. Граната длиной 359 мм весила 4,08 кг, из которых 0,7 кг приходилось на взрывчатое вещество и 0,26 кг на пороховой заряд реактивного двигателя, который за время работы — 0,4 секунды, разгонял гранату до 160 м/с.
2) Вместо электрического механизма воспламенения реактивного двигателя ракеты, на Тип 4 он был механическим. Спусковой крючок был связан тросиком с закреплённым сверху на заднем торце ствола подпружиненным ударником с бойком. Перед заряжанием ударник взводился и стопорился, а при нажатии на спусковой крючок тросик высвобождал ударник и тот, проворачиваясь на оси, разбивал капсюль-воспламенитель в центре соплового дна реактивной гранаты.
Бронепробиваемость 70-мм гранатомёта составляла 80 мм под углом от 60° до 90°, а вероятность поражения цели на дистанции 100 м составляла 60 %. Однако вскоре выяснилось, что бронепробиваемость Тип 4 оказалась недостаточной для поражения лобовой брони современных танков Союзников того периода.